# Sanshilipu, Anhui
Sanshilipu (kinesiska: 三十里铺) är en köping i östra Kina. Den ligger i stadsdistriktet Yingzhou i staden Fuyang i provinsen Anhui, omkring 170 kilometer nordväst om provinshuvudstaden Hefei. Antalet invånare är 32231. Befolkningen består av 15 983 kvinnor och 16 248 män. Barn under 15 år utgör 20,0 %, vuxna 15-64 år 67 %, och äldre över 65 år 11,0 %.